# حاجي أباد (باتشة لك الشرقي)
حاجي أباد (بالفارسية: حاجی آباد) هي قرية تقع في إيران في قسم باتشة لك الشرقي الریفي. يقدر عدد سكانها بـ 135 نسمة .